# 小施廷蒂茨湖

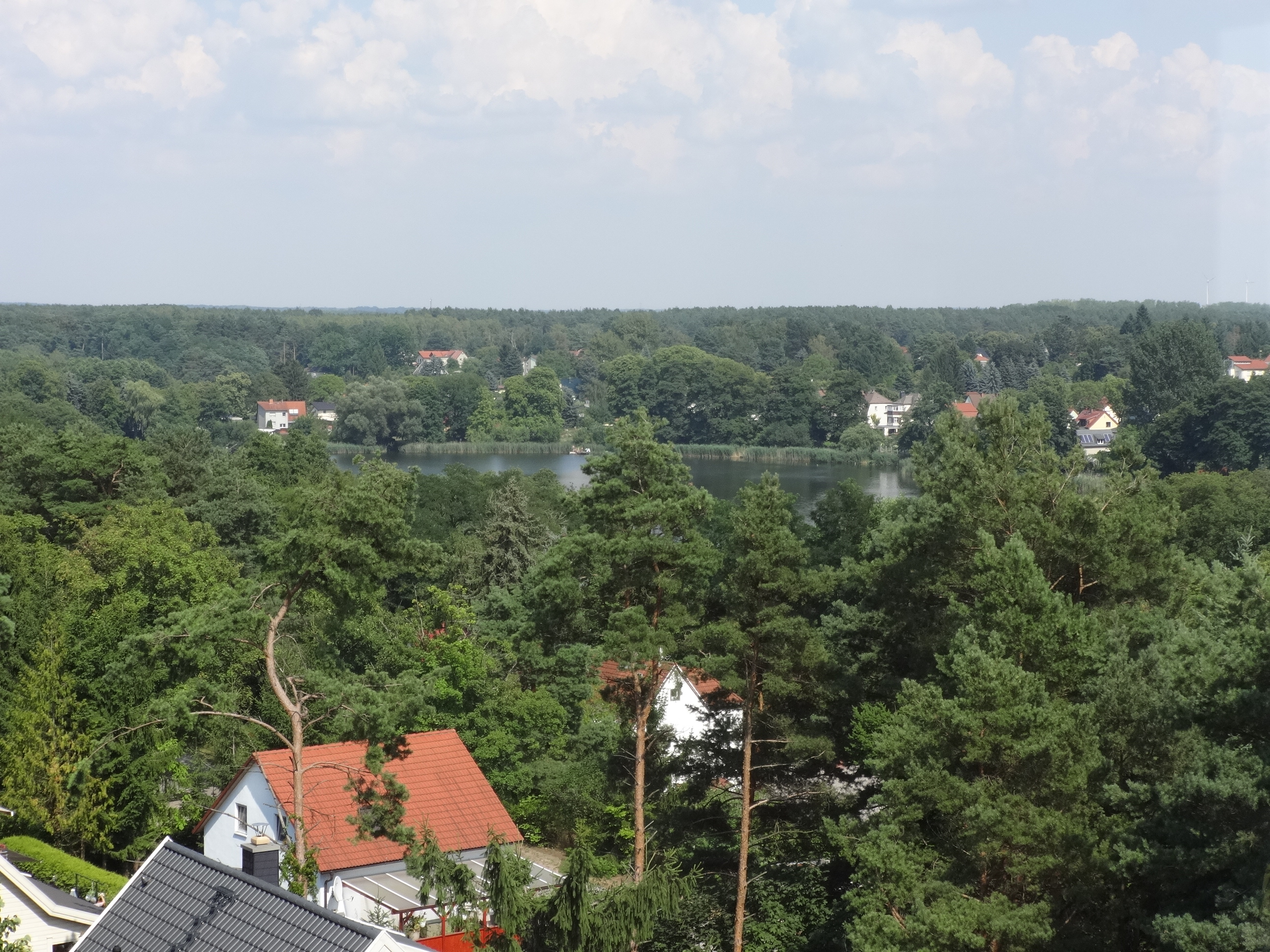

52°30′39″N 13°51′06″E / 52.510729°N 13.851528°E
小施廷蒂茨湖（德語：Kleiner Stienitzsee），是德國的湖泊，位於該國西南部，由勃蘭登堡州負責管轄，處於梅爾基施-奧得蘭縣，長0.5公里、寬0.3公里，面積0.1平方公里，海拔高度41米。